# ديفيد ستيوارت
ديفيد ستيوارت (بالإنجليزية: David Stuart (Virginia politician))‏ (و. 1753 – م) هو سياسي من الولايات المتحدة الأمريكية .

## التعليم
تعلم في جامعة سانت أندروز.